# Stolidosoma currani
Stolidosoma currani är en tvåvingeart som först beskrevs av Van Duzee 1931.  Stolidosoma currani ingår i släktet Stolidosoma och familjen styltflugor. Inga underarter finns listade i Catalogue of Life.